# Мацько Микола Григорович
Мико́ла Григо́рович Мацько́ (рос. Никола́й Григо́рьевич Мацко́; 1905 , Новобахмутівка, Бахмутський повіт, Катеринославська губернія, Російська імперія  — невідомо ) — український радянський діяч, 2-й секретар Львівського обкому КП(б)У (1939–1941). Депутат Верховної Ради УРСР 1-го скликання (1940–1947). 

## Біографія
Народився 1905 року в родині робітника-слюсаря в селі Новобахмутівка, тепер Ясинуватський район, Донецька область, Україна. Закінчив початкову школу. Трудову діяльність розпочав у сімнадцятирічному віці учнем слюсарем. Потім працював робітником депо залізничної станції Авдіївка на Донбасі, вантажником та бурильником на шахтах рудника «Вітка». У 1924 році вступив до комсомолу.
Член РКП(б) з 1925 року. Працював на керівній роботі в Сталінському окружному комітеті комсомолу (ЛКСМУ).
Освіта вища. У 1935 році закінчив Донецький індустріальний інститут, здобув спеціальність інженера-електрика. У 1935–1938 роках — аспірант кафедри теоретичної електротехніки Донецького індустріального інституту в місті Сталіно.
У червні 1938 – січні 1939 року — заступник завідувача відділу шкіл ЦК КП(б)У. З січня по квітень 1939 року — завідувач відділу шкіл ЦК КП(б)У. З квітня 1939 року — заступник завідувача організаційно-інструкторського відділу ЦК КП(б)У.
З вересня 1939 року — на відповідальній роботі в Західній Україні. У жовтні — листопаді 1939 року — голова Тимчасового управління Львівського воєводства. З 10 жовтня 1939 року — голова Комітету з організації виборів Народних Зборів Західної України. Був вибраний депутатом і членом Президії Народних Зборів Західної України.
У листопаді 1939 — червні 1941 року — 2-й секретар Львівського обласного комітету КП(б)У.
З липня 1941 року — в Червоній армії (РСЧА). Учасник німецько-радянської війни. У 1941 році служив військовим комісаром Артилерійського управління штабу Південно-Західного фронту. При виході з оточення був поранений у бою 20 вересня 1941 року і залишений на полі бою в районі села Ломаки. Наказом Головного управління кадрів РСЧА від 28 липня 1942 № 0582 виключений зі списків командно-начальницького складу РСЧА як зниклий безвісти, але у березні 1944 року цей наказ був скасований. У 1944 році служив начальником відділення харчування і хлібопечення відділу продовольчого постачання Інтендантського управління 1-го Українського фронту.
У 1944 році рішенням ЦК ВКП(б) з лав Червоної армії відряджений для роботи секретарем Львівського обласного комітету КП(б)У, але у Львові не працював.
Станом на червень 1945 року — заступник керуючого тресту «Хрещатикбуд» у Києві.
На серпень 1959 року — начальник підвідділу Державної планової комісії Ради Міністрів Української РСР.
Подальша доля невідома.

## Звання
- батальйонний комісар (1941)
- майор інтендантської служби

## Нагороди
- орден Вітчизняної війни І ст. (8.05.1944)
- ордени
- медаль «За перемогу над Німеччиною у Великій Вітчизняній війні 1941—1945 рр.» (1945)
- медалі